# Фльорівські читання
Фльорівські читання - науково-практична конференція, що проходить у середині жовтня чи середині листопада  кожні два роки у Чернігівському національному педагогічному університеті імені Т. Г. Шевченка на базі Навчально-наукового інституту історії, етнології та правознавства імені О. М. Лазаревського з 2010 р. 
Назва науково-практичної конференції походить від імені Олексія Павловича Фльорова, який був першим директором Чернігівського учительського інституту (1916–1919 рр.), що нині діє як   Національний  університет "Чернігівський колегіум" імені Т. Г. Шевченка.
Матеріали доповідей відображені у збірниках "Матеріали науково-практичної конференції", від "Перших Фльорівських читань" до  "Сьомих Фльорівських читань". До редакційної колегії збірників матеріалів входять професори Володимир Дятлов, Анатолій Боровик, Олександр Коваленко,  Тамара Янченко.
Робота науково-практичної конференції проходить у двох секціях: "Історія освіти на Чернігівщині", "Педагогіки та актуальних проблем навчання історії та суспільних дисциплін".

## Організатори
Організаторами конференції виступають Чернігівський національний педагогічний університет імені Т.Г. Шевченка. Безпосереднім керівником та коорденатором підготовки та організації  науково - практичної конференції виступає кафедра педагогіки та методики викладання історії та суспільних дисциплін.

## Історія
12 жовтня 2010 р. відбулася науково-практична конференція "Перші Фльорівські читання» у Чернігівському національному педагогічному університеті імені Т. Г. Шевченка. 12 жовтня 2011 року відбулися "Другі Фльорівські читання" в Чернігівському національному педагогічному університеті імені Т. Г. Шевченка. 15 жовтня 2013 р. науково-практична конференція "Треті Фльорівські читання" була присвячена 40-річчю відновлення історичного факультету / Інституту історії, етнології та правознавства імені О. М. Лазаревського Чернігівського національного педагогічного університету імені Т.Г. Шевченка.
15 жовтня 2015 року відбулися "Четверті Фльорівські читання", присвячені 100-річчю створення Чернігівського учительського інституту. 10 жовтня 2017 р.-  "П"яті Фльорівські читання". 12 листопада 2019 р.  - "Шості Фльорівські читання" присвячені 30-річчю кафедри педагогіки та методики викладання історії і суспільних дисциплін та  "Сьомі Фльорівські читання" проходили 19 листопада 2021 р.

## Галерея

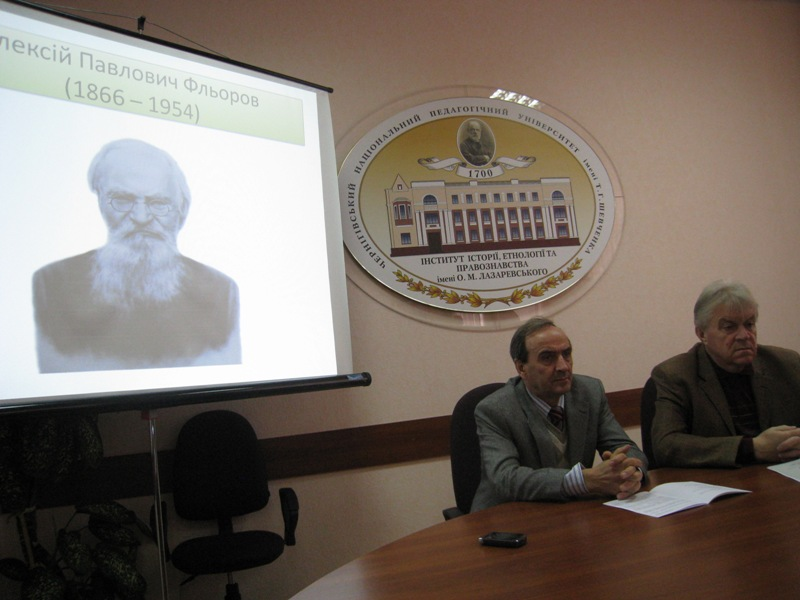
Науково-практична конференція "Треті Фльорівські читання" у Чернігові (2013 р.)
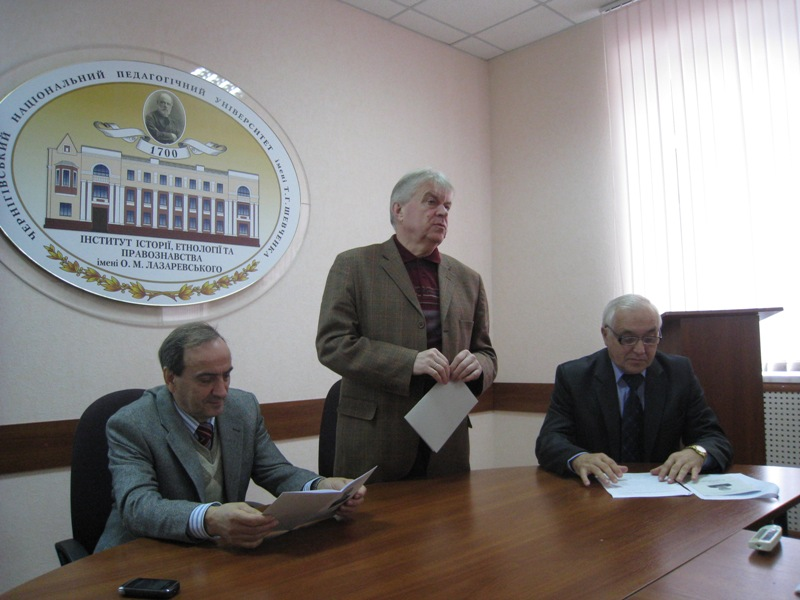
Виступ проф. Коваленка О.Б. на відкритті науково-практичної конференції "Треті Фльорівські читання" (2013 р.)
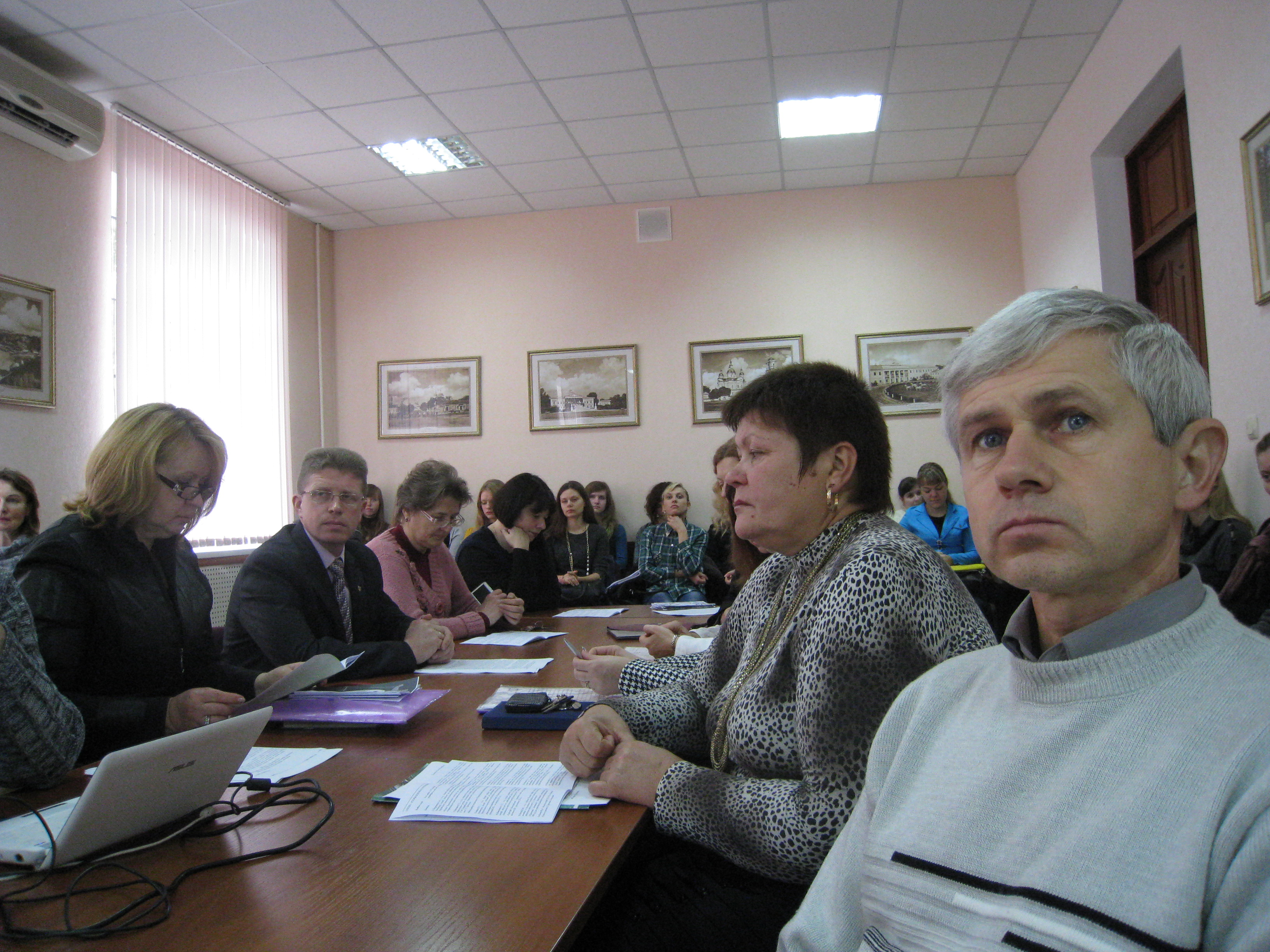
Учасники науково-практичної конференції "Треті Фльорівські читання" (2013 р.)
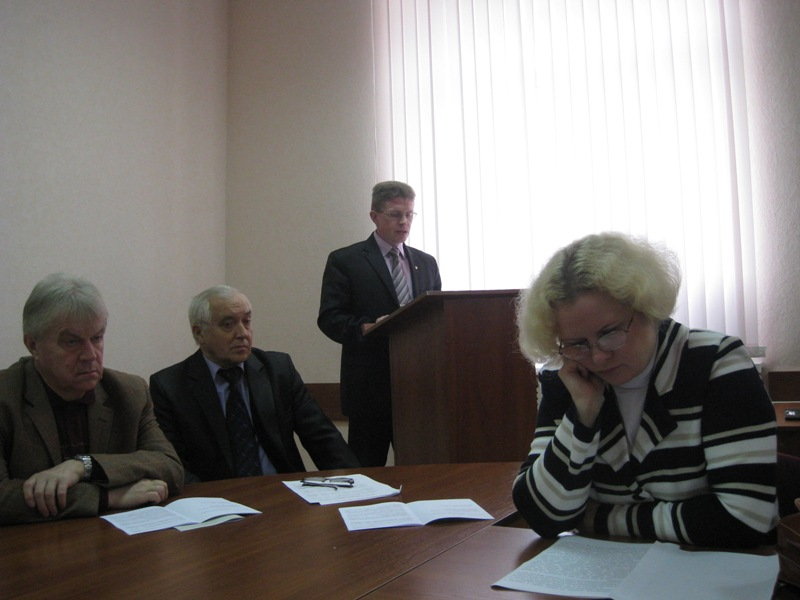
Доповідь доц. Гаврилова В.М. на "Третіх Фльорівських читаннях" (2013 р.)
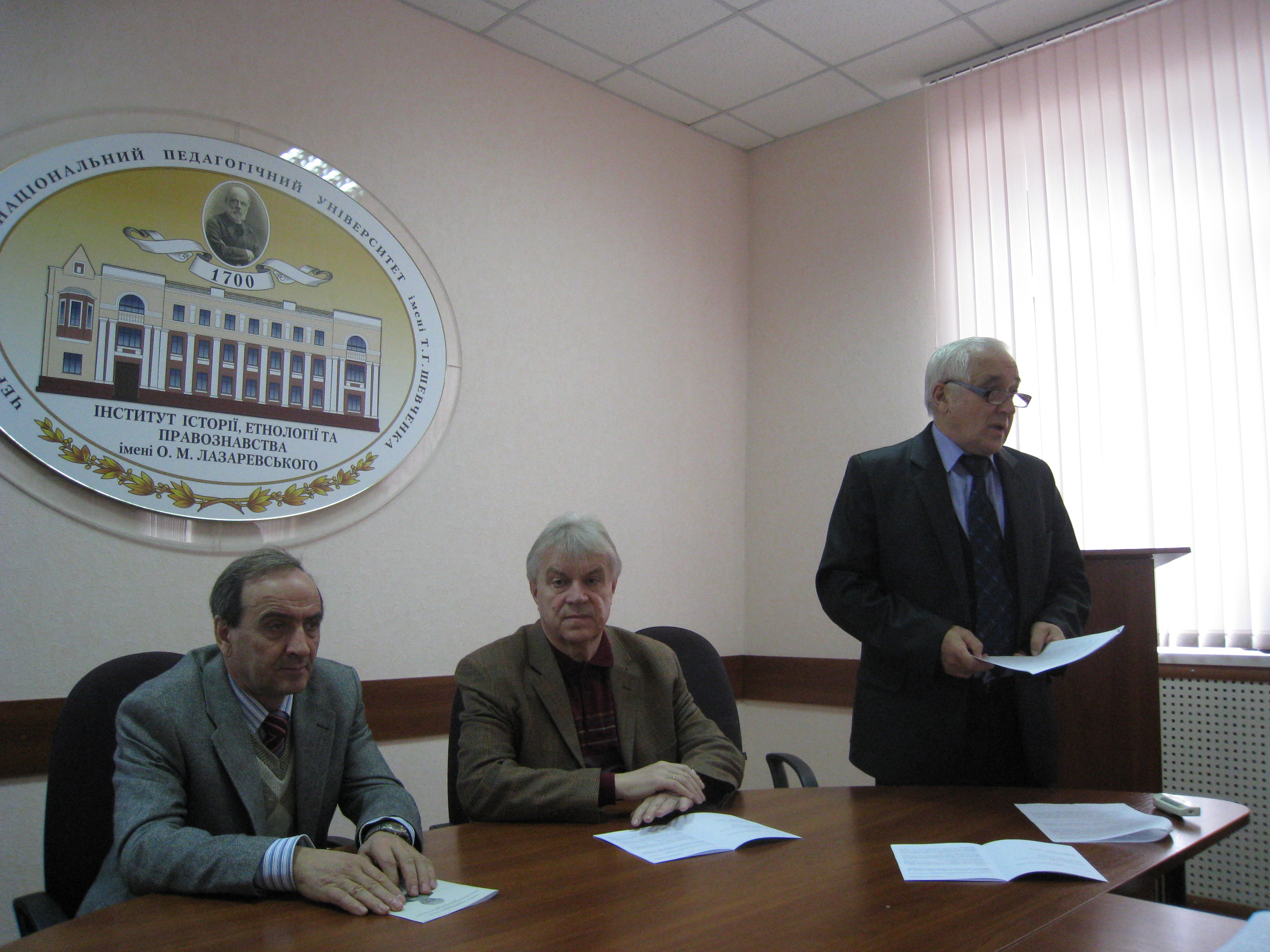
Доповідь проф. Боровика А.М. на конференції "Треті Фльорівські читання" (2013 р.)
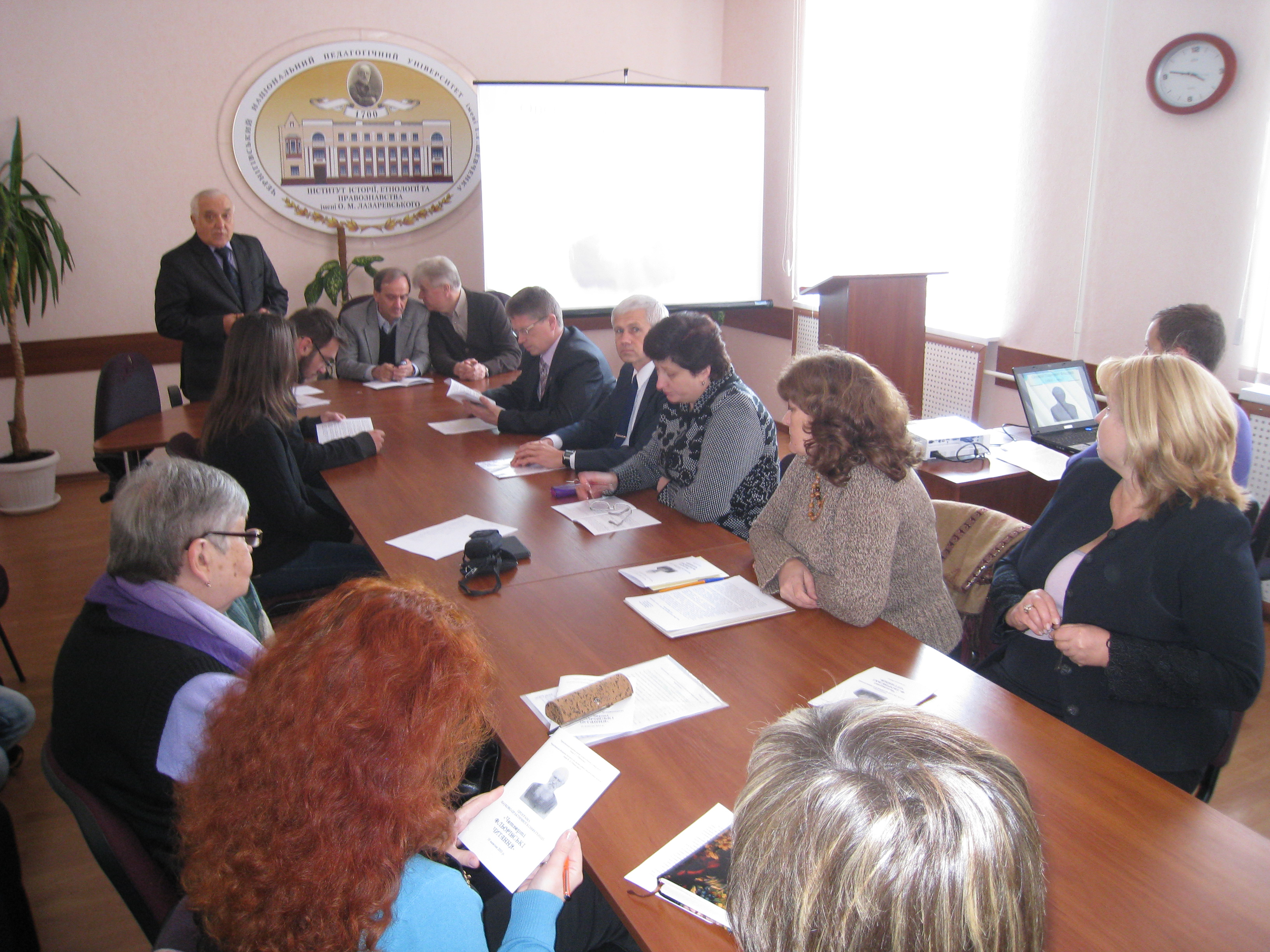
15 жовтня 2015 р., Інститут історії ЧНПУ імені Т.Г. Шевченка
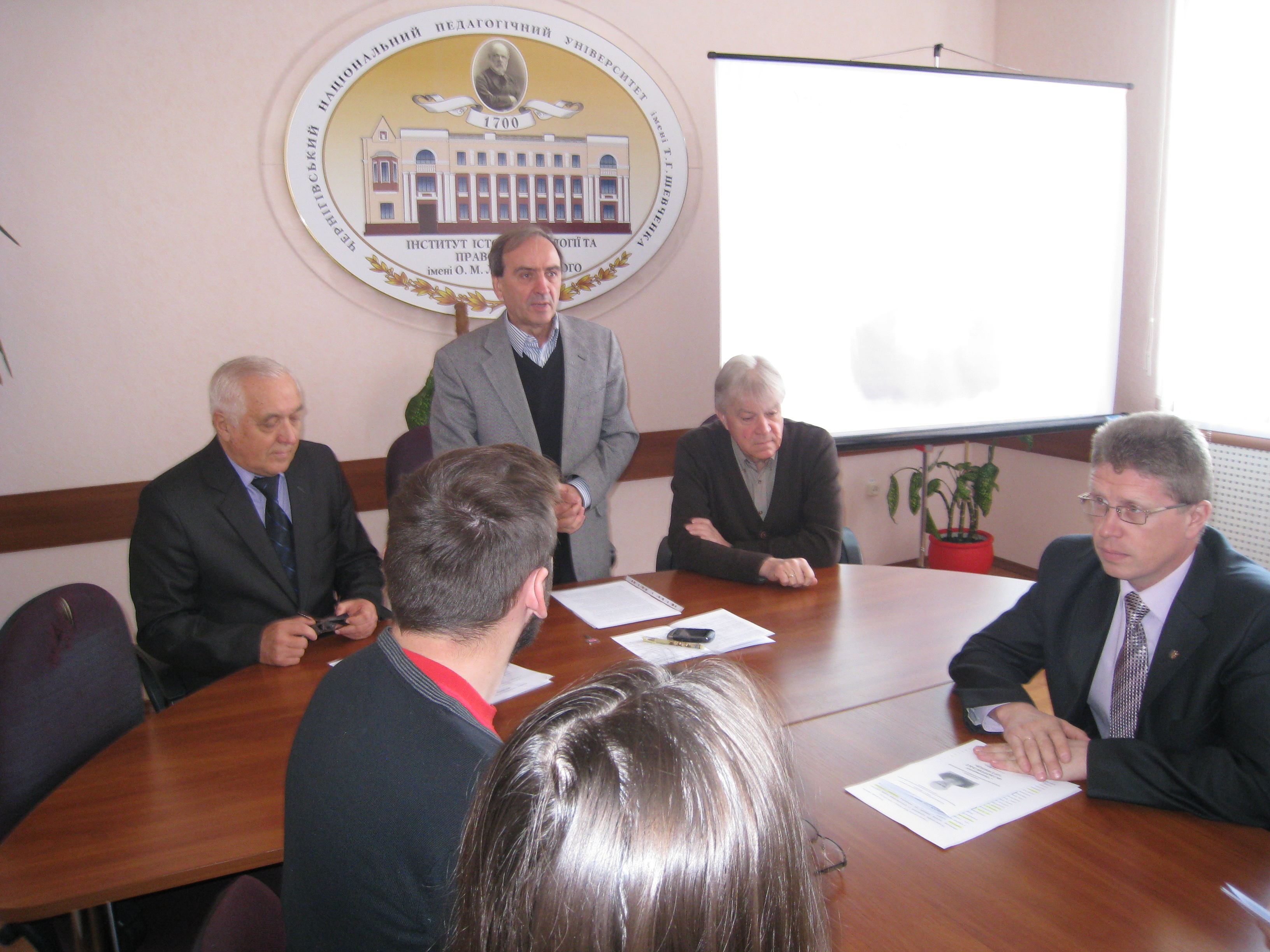
15 жовтня 2015 р., Інститут історії ЧНПУ імені Т.Г. Шевченка
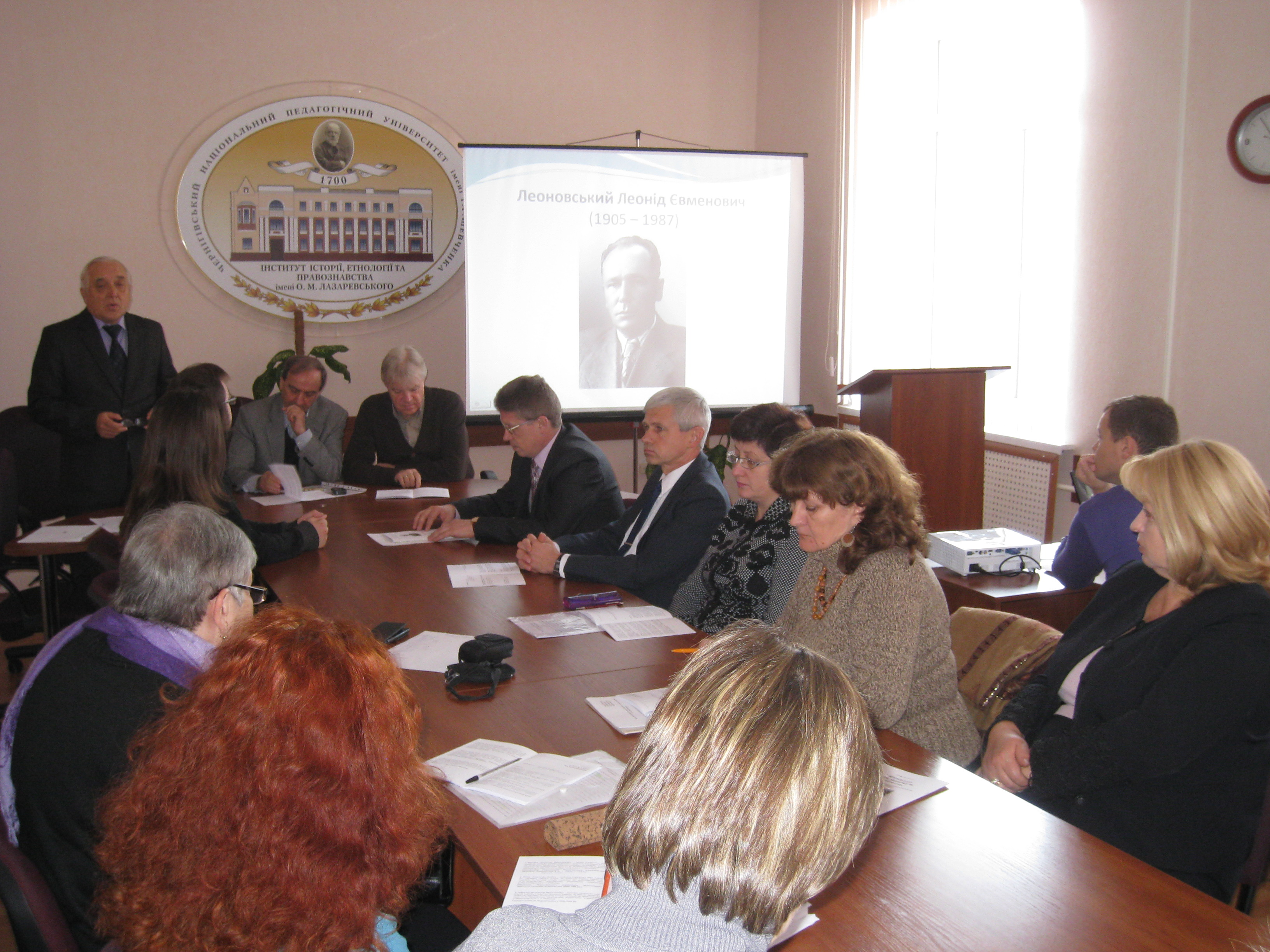
Четверті Фльорівські читання
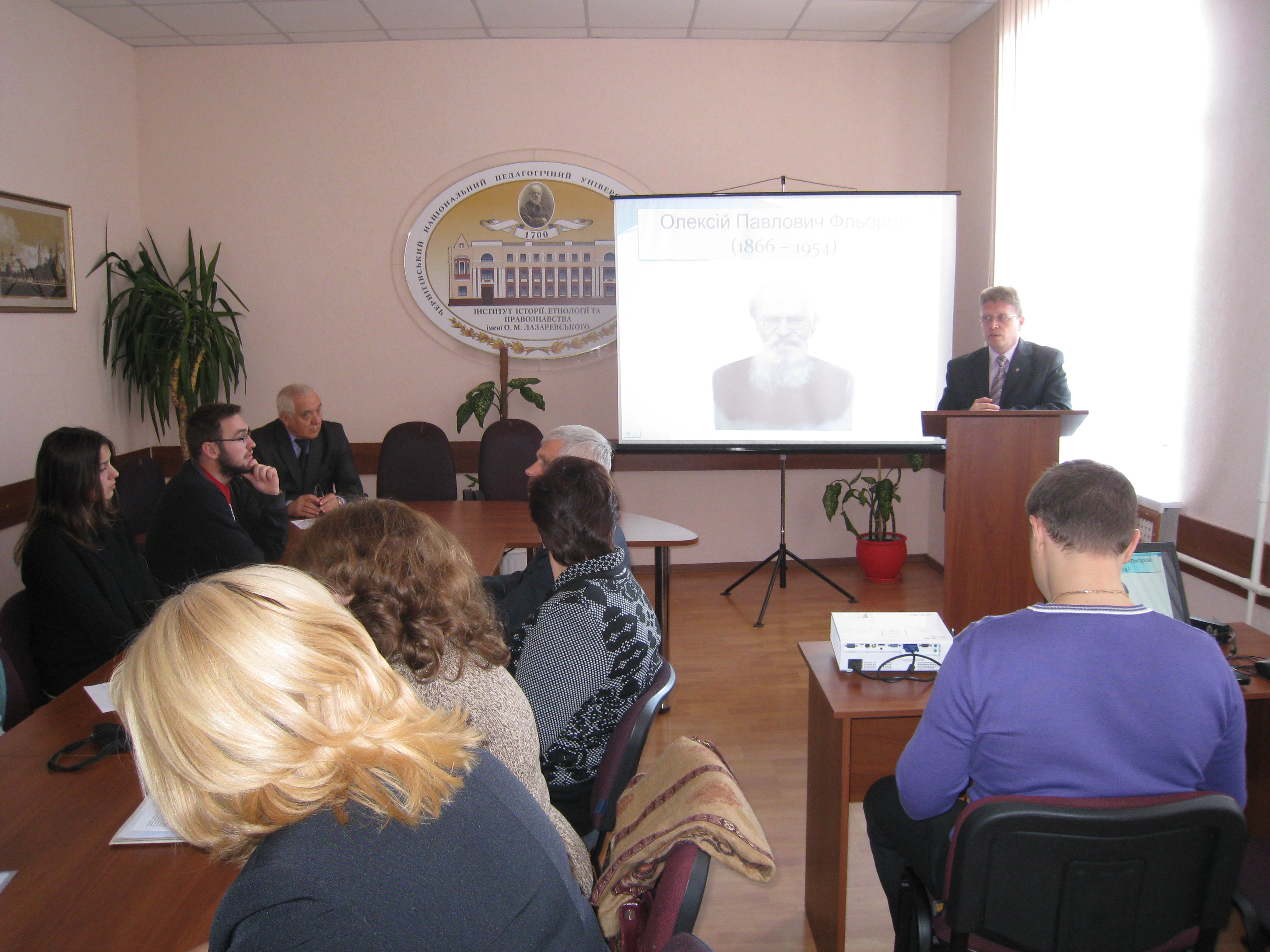
Доповідь В.М. Гаврилова